# Біндужка
Біндужка (пол. Bindużka) — село в Польщі, у гміні Жевне Маковського повіту Мазовецького воєводства.
Населення — 72 особи (2011).
У 1975-1998 роках село належало до Остроленцького воєводства.

## Демографія
Демографічна структура станом на 31 березня 2011 року:
|          | Загалом | Допрацездатний вік | Працездатний вік | Постпрацездатний вік |
| -------- | ------- | ------------------ | ---------------- | -------------------- |
| Чоловіки | 35      | 6                  | 26               | 3                    |
| Жінки    | 37      | 7                  | 17               | 13                   |
| Разом    | 72      | 13                 | 43               | 16                   |